# Kit Willer
Kit Willer è un personaggio del fumetto western Tex edito dalla Sergio Bonelli Editore, ideato da Giovanni Luigi Bonelli e realizzato graficamente da Galep. Figlio del protagonista Tex Willer, è considerato uno dei suoi pards (compagni) insieme a Kit Carson e Tiger Jack. I pellerossa Navajos, presso i quali è cresciuto e vive assieme al padre, lo chiamano Piccolo Falco.

## Il personaggio
Kit, chiamato così dal padre in onore del "padrino" Kit Carson (che Kit chiama affettuosamente zio), nasce dal matrimonio secondo il rito dei Navajo, tra Tex e Lilyth (pertanto Kit è a tutti gli effetti un meticcio). Kit va molto orgoglioso della sua appartenenza al popolo dei Navajos, e non manca di difenderne l'onore se provocato. Nel Texone n. 23, Patagonia, Tex afferma che, essendo cresciuto tra i Navajos, Kit si trova più a suo agio tra la gente semplice e diretta (come, in quel caso, i gauchos argentini) e che non è fatto per la vita di città.
Anche se Tex parla per la prima volta di lui quando ha solo un anno, Kit fa la sua apparizione nel fumetto nell'episodio L'orma della paura (corrispondente all'albo del formato attuale n. 10, intitolato Il tranello), come un bambino già in grado di colpire con una freccia il cappello di Carson.
Rimasto ben presto orfano della madre, viene mandato da Tex a studiare nella missione di Santa Anita, con l'intenzione di indirizzarlo, attraverso gli studi superiori, alla carriera militare. Tuttavia Kit, più incline alla vita libera del West che alla monotonia cittadina, preferisce tornare alla riserva dei Navajos per seguire le orme paterne, diventando Ranger alla maggiore età. Sotto la guida esperta e severa del padre, in breve diviene abile nell'uso delle armi da fuoco; inoltre, grazie soprattutto agli insegnamenti di Tiger Jack, diventa un provetto cercatore di tracce, impara a lanciare il lazo, a tirare con l'arco, il coltello e il tomahawk e ad applicare molti trucchi dei Navajo, oltre a divenire un eccezionale cavallerizzo. Anch'egli, come il padre, entra a far parte del corpo dei Rangers del Texas. In seguito (Colorado Belle, n. 538), ad un Tex che si preoccupa se la vita di frontiera, tra sparatorie, fuorilegge e indiani, sia quello che ci vuole per un ragazzo della sua età, Kit afferma che non cambierebbe questa vita con nulla al mondo.
Già nell'albo n. 12 (Il figlio di Tex) è un giovane scavezzacollo, in grado di stare al fianco del padre e di rimanere invischiato in pericolose avventure.
Se per molti anni diviene una presenza fissa negli albi, dopo il cosiddetto periodo d'oro (che si conclude approssimativamente intorno al numero 200) le sue apparizioni si sono fatte via via più sporadiche: questa assenza viene giustificata dal fatto che, insieme a Tiger Jack, sostituisce Tex nella cura degli interessi della riserva dei Navajo, mentre Tex e Carson sono spesso in missione.
Fisicamente il giovane Kit viene descritto come giovanotto ben piantato, dall'età di circa 18/20 anni (nato presumibilmente nel 1867), come corporatura si immagina poco inferiore agli altri Pards, quindi sui 175 cm di altezza per circa 65 kg di peso, ma anch'esso forte, muscoloso, con un'elevata resistenza ed un fisico eccezionale.

## Abilità
Kit Willer ha pressoché le stesse abilità fisiche del padre: resistenza fisica e alle ferite (da taglio, d'arma da fuoco, percussive) e grandi capacità di recupero, spiccate abilità in combattimento sia fisico che con le armi da fuoco (viene spesso definito un tiratore provetto ai livelli di Tex e Kit Carson) che con le armi indiane. È un cavaliere eccezionale e un esperto di sopravvivenza in condizioni difficili (nel deserto, per esempio). Conosce molto bene la geografia della riserva Navajo ed è un provetto cercatore di tracce e cacciatore.
Conosce alla perfezione tre lingue: l'inglese, lo spagnolo del sudovest e il dialetto Navajo. Presumibilmente sa parlare anche altri dialetti nativi americani.

## Le donne di Kit
Tra i pards, Kit, probabilmente anche per la giovane età, è quello più spesso coinvolto in avventure con risvolti sentimentali. Spesso Carson coglie l'occasione per punzecchiare il figlioccio in proposito, apostrofandolo con "giovane gaudente" o simili epiteti.
La prima storia amorosa importante è quella narrata nel n. 214, I due rivali, dove Kit comunica al padre l'intenzione di sposarsi con la bella messicana Manuela Montoya, da lui salvata mentre stava per essere travolta da una mandria e figlia di un ricco possidente di nobile discendenza spagnola, che si dimostrerà tutt'altro che entusiasta all'idea di vedere l'erede coniugarsi con un mezzosangue Navajo. Questo fa naufragare il sogno dei 2 ragazzi, ma quando Manuela viene rapita dagli uomini del suo ricco pretendente Don Pedro Cortez (in realtà si tratta di un finto rapimento ordito da Don Pedro per far colpo sulla ragazza), suo padre, preoccupato, prima accusa Tex e Kit, poi si fa aiutare proprio da loro a ritrovare la ragazza. Nonostante tutto si risolva per il meglio, Kit e Manuela si dicono addio. In seguito il ragazzo ammetterà che l'idea di accasarsi in un ranch non lo attraeva molto, in quanto avrebbe minato la sua libertà.
In Tex nn. 407-409 (Il passato di Carson, I fuorilegge del Montana, Ultimo scontro a Bannock), Kit fa la rocambolesca conoscenza di Donna Parker, figlia della ex fiamma del suo patrigno Kit Carson, Lena Parker. Tra i due scocca un'immediata e sincera simpatia.
Negli albi nn. 412-414 (Yukon selvaggio, La prigioniera del faro, Il risveglio del vulcano) Kit conosce la giovane Linda Colter, figlia di un geologo, e tra i due sembra nascere una reciproca simpatia (notata tra l'altro da Kit Carson). Tuttavia, al ritorno in America, le strade dei due devono irrimediabilmente dividersi.
Il secondo episodio narrato nell'albo n. 423, intitolato L'uomo senza passato, vede come protagonista una squaw della tribù degli Ute, Fiore di Luna. La prematura scomparsa della ragazza, colpita a morte da una pallottola a lui destinata, impedirà ai due di coronare la loro storia d'amore.
In Tex n. 463, I sette assassini, è rappresentato un suo flirt con Donna Parker, presunta figlia di Kit Carson. Da un loro dialogo inoltre si capisce che, tra l'avventura narrata nei nn. 407-409, durante la quale si conoscono, e L'uomo senza passato, i due si sono incontrati almeno un'altra volta, e che Donna ha chiesto notizie del giovane Willer a Kit Carson, il quale le ha rivelato della perdita di memoria del suo figlioccio e della morte di Fiore di Luna. A fine avventura, Lena Parker lascia intendere che per la figlia sia meglio non innamorarsi di un avventuriero vagabondo come Kit Willer, ma in Tex n. 642, Appuntamento con la vendetta, l'ex killer Kid Rodelo chiede al giovane Willer se sia ancora in contatto con Donna, e Kit lascia intendere di sì.
Infine in Tex n. 627, Salt River, Kit incontra in un villaggio indiano dei Tonto Apache una dottoressa, Sarah Wyatt, che poi si rivelerà tutt'altro, anche se in un paio di occasioni gli salverà la vita. Prima della conclusione della vicenda, Kit ricambierà il beneficio.

## Spin-off mancato
Gli autori per un certo periodo hanno accarezzato l'idea di dar vita ad un fumetto autonomo con protagonista Kit, sulla scia dell'enorme successo riscosso dagli "eroi-fanciulli" che furoreggiavano nel fumetto western del Dopoguerra (Capitan Miki, Il Piccolo Sceriffo, Il Piccolo Ranger, Un ragazzo nel Far West).

## Curiosità
- Nel primo capitolo (L'orma della paura) dell'albo gigante Il tranello, Tex chiama più volte "Kid" il figlio Kit.
- Così come Tex aveva con sé il fido Dinamite, nelle prime avventure, anche Kit poteva contare su un fedele cavallo di nome Diablo.
- Gli studi presso i missionari, benché interrotti intorno ai quindici anni, l'hanno comunque reso il più colto tra i pards: talvolta i suoi commenti e osservazioni lasciano i compagni interdetti e incuriositi. Per esempio, nel Texone n. 3 (Il segno del serpente), definisce un antico manoscritto "un bellissimo codice miniato" e chiede al padre di lasciarglielo osservare; durante lo scontro con la Banda dell'Ippocampo (nn. 16-17, Il fuoco e Gli sciacalli del Kansas) commenta un'incisione raffigurante l'animale mitologico; in occasione del primo scontro con il rapinatore trasformista Perry Drayton, alias Proteus (n. 86, Rio Verde), è Kit a capire che il fuorilegge si firma con una "pi" greca perché si identifica con il dio greco Proteus, che secondo la mitologia era in grado di mutare il proprio aspetto a piacere proprio come il criminale è un trasformista di estrema abilità. Kit è inoltre animato da una sincera curiosità per il mondo, che lo porterà per esempio ad aggregarsi a una spedizione scientifica che studierà le giungle di Panama (nn. 250-252, Il solitario del West, Giungla crudele, Il volto del traditore).